# 吉田桂二
吉田 桂二（よしだ けいじ、1930年9月16日 - 2015年12月9日）は、日本の建築家。一級建築士、工学博士。一級建築士事務所・株式会社連合設計社市谷建築事務所（東京都知事登録第2246号）の代表取締役会長。生活文化同人代表。全国町並み保存連盟顧問。日本大学非常勤講師、熊本大学客員教授、東京芸術大学客員教授などを歴任。

## 人物
岐阜県出身。1983年、日本大学から工学博士号を受ける。論文は「大平の民家とその系譜」。
日本建築の第一人者であり、環境共棲住宅を提唱、日本の伝統建築、伝統家屋を後世に伝承する取り組みに尽力した。主宰した連合設計社市谷建築事務所からは多くの建築家を輩出するとともに、「吉田桂二の木造建築学校」を開講し、建築実務者の木造建築設計技法習得に寄与した。
「九条科学者の会」呼びかけ人を務めた。

## 略歴
- 1930年 岐阜県に生まれる。
- 1945年 陸軍幼年学校入学（終戦後岐阜市立中学へ復学し卒業）
- 1947年 東京美術学校（現：東京藝術大学）入学。吉田五十八、吉村順三、山本学治らに師事
- 1952年 同校建築科卒業、 (財)建設工学研究会・池辺研究室 入所
- 1957年 （株）連合設計社 設立
- 1959年 （有）連合設計社市谷建築事務所に改組（監査役）
- 1973年 日本大学理工学部非常勤講師
- 1988年 熊本大学客員教授
- 1993年 東京藝術大学客員教授
- 2000年  （有）連合設計社市谷建築事務所　代表取締役に就任
- 2003年 吉田桂二の木造建築学校（現：吉田桂二の木造建築学校　技組）開校
- 2004年 吉田桂二の木造建築学院（現：吉田桂二の木造建築学校　匠組）開校
- 2004年 （株）連合設計社市谷建築事務所に改組
- 2007年 （株）連合設計社市谷建築事務所　同会長に就任
- 2015年12月9日 逝去

## 主な受賞
- 1991年 第16回吉田五十八賞特別賞（飛騨の匠文化館他一連の修景計画に対して）
- 1992年 日本建築学会賞作品賞（古河歴史博物館と周辺の修景）
- 1996年 第5回公共建築賞[文化施設部門]
- 1997年 奈良景観調和デザイン知事賞
- 1998年 くまもと景観賞記念大賞
- 1999年 第12回茨城建築文化賞 最優秀賞
- 2000年 熊本県木材協会連合賞
- 2006年 第11回くまもとアートポリス推進賞選賞
- 2010年 第13回木材活用コンクール林野庁長官賞

ほか多数

## 主な作品
- 古河歴史博物館（茨城県古河市 / 1990年）
- 古河文学館（茨城県古河市 / 1998年）
- 鷹見邸茶室「妙徳庵」（茨城県古河市 / 1998年）
- 奥原晴湖画室「繍水草堂」移築復元（茨城県古河市 / 2010年）
- 本土寺實相庵（千葉県松戸市 / 2002年）
- 特別養護老人ホームまごめ遊美園（埼玉県さいたま市 / 2012年）
- 内村鑑三記念今井館資料館（東京都目黒区 / 2003年）
- 坂井市丸岡図書館（福井県坂井市 / 1983年）
- 道の駅若狭熊川宿（福井県若狭町 / 1999年）
- 旧逸見勘兵衛家住宅改修（福井県若狭町 / 1997年）
- 長楽寺客殿（愛知県名古屋市 / 2011年）
- 飛騨の匠文化館（岐阜県飛騨市 / 1989年）
- 長浜鉄道文化館（滋賀県長浜市 / 2000年）
- 北陸線電化記念館（滋賀県長浜市 / 2003年）
- 琴引浜鳴き砂文化館（京都府京丹後市 / 2002年）
- 葛城の道歴史文化館（奈良県御所市 / 1986年）
- 名勝大乗院庭園文化館（奈良県奈良市 / 1996年）
- 壺井榮文学館（香川県小豆島 / 1992年）
- 石畳の宿（愛媛県内子町 / 1994年）
- 木蝋館（愛媛県内子町 /1995年）
- 大洲まちの駅（愛媛県大洲市 /2002年）
- 内子自治センター＋内子町図書情報館（愛媛県内子町 / 2002年）
- 御宿月乃家（愛媛県内子町/ 2005年）
- 内子町立内子中学校（愛媛県内子町 / 2008年）
- わらべの館（大分県玖珠町 / 1983年）
- 坂本善三美術館（熊本県小国町 / 1995年）
- おぐに老人保健施設（熊本県小国町 / 1999年）

ほか多くの公共建築と2000軒以上の住宅の設計に従事し、50冊以上の本を執筆